# ليلى شعير
ليلى شعير (18 يونيو 1940م -)، ممثلة مصرية.

## عن حياتها
ولدت من أب مصري وأم فرنسية، بدأت حياتها الفنية كعارضة أزياء، حاصلة على لقب ملكة جمال مصر لعام 1964

، غابت عن السينما لفترة إلى أن عادت عام 1982 تقريباً لتقوم بأدوار صغيرة منها دورها بفيلم حدوتة مصرية (فيلم) وهو فيلم للمخرج يوسف شاهين إنتاج عام 1982 وعن قصته؛ كما قامت بدور ثانوي في فيلم ما تيجي نرقص مع الفنانة يسرا، عملت في العديد من الأعمال الفنية أبرزها في العقود من 1960 وحتى 1990 من القرن العشرين، اعتزلت المجال الفني عام 2006.

### أسرتها
عمها أمين هو كابتن النادي الأهلي بعد اعتزال مختار التتش، وهي ابنة خال والد المخرج أحمد يسري، تزوجت الممثل عمرو الترجمان ثم انفصلا عن بعضهما؛ تزوجت بعده من رؤوف أبو إصبع.

## أعمالها

### من الأفلام
- 1963: عائلة زيزي
- 1963: القاهرة في الليل
- 1963: العريس يصل غدا
- 1965: الخائنة
- 1966: شياطين الليل
- 1967: السمان والخريف
- 1967: الخروج من الجنة
- 1968: سارق الملايين
- 1982: حدوتة مصرية
- 1989: جحيم تحت الماء
- 1990: جحيم 2
- 1991: نساء صعاليك
- 1991: صائد الجبابرة
- 1991: اليوم المشهود
- 1991: الهروب
- 1992: السجينة 67
- 2000: جنون الحياة
- 2001: مذكرات مراهقة
- 2001: جرانيتا
- 2001: أيام السادات
- 2006: ما تيجي نرقص

### من المسلسلات
- 1988: رأفت الهجان ج 2
- 1990: زغلول يلمظ شقوب
- 1990: أبدا لم يكن حبا
- 1995: ما وراء القناع
- 1998: أحلام فقراء ولكن أغنياء
- 2000: وجه القمر
- 2002: طيور الشمس
- 2002: رجل في زمن العولمة ج1
- 2003: رجل في زمن العولمة ج2
- 2003: العمة نور
- 2006: مواطن بدرجة وزير

## روابط خارجية
- ليلى شعير على موقع الدهليز
- ليلى شعير على موقع قاعدة بيانات الأفلام العربية